# George Brent
Pour les articles homonymes, voir Brent.
George Brendan Nolan, connu sous le nom de scène George Brent (né le 15 mars 1899 à Shannonbridge (en) dans le comté d'Offaly en Irlande et mort le 26 mai 1979 à Solana Beach en Californie aux États-Unis) est un acteur américain .

## Filmographie partielle
- 1931 : Under Suspicion de A. F. Erickson
- 1931 : Once a Sinner (en) de Guthrie McClintic
- 1931 : Le Siffleur tragique (Fair Warning) de Alfred L. Werker
- 1931 : Charlie Chan Carries On, de Hamilton MacFadden : capitaine Ronald Keane
- 1931 : Ex Bad Boy de Vin Moore
- 1931 : Homicide Squad de Edward L. Cahn
- 1931 : The Lightning Warrior (en) de Benjamin H. Kline et Armand Schaefer
- 1932 : Miss Pinkerton de Lloyd Bacon : Inspecteur de police Patten
- 1932 : Mon grand (So Big!) de William A. Wellman : Roelf Pool
- 1932 : The Rich Are Always with Us de Alfred E. Green : Julian Tierney
- 1932 : The Purchase Price de William A. Wellman : Jim Gilson
- 1932 : Week-End Marriage de Thornton Freeland : Peter Acton
- 1932 : The Crash de William Dieterle
- 1932 : They Call It Sin de Thornton Freeland
- 1933 : Luxury Liner de Lothar Mendes
- 1933 : Liliane (Baby Face) d'Alfred E. Green : Courtland Trenholm
- 1933 : 42e Rue (42nd Street) de Lloyd Bacon : Pat Denning
- 1933 : La Porte des rêves (The Keyhole) de Michael Curtiz
- 1933 : Lilly Turner de William Wellman
- 1933 : Female de Michael Curtiz : Jim Thorne
- 1933 : From Headquarters (en) de William Dieterle
- 1934 : L'Espionne Fräulein Doktor (Stamboul Quest) de Sam Wood : Douglas Beall
- 1934 : Femme d'intérieur (Housewife) d'Alfred E. Green : William Reynolds
- 1934 : Desirable d'Archie Mayo
- 1934 : Le Voile des illusions (The Painted Veil) de Richard Boleslawski : Jack Townsend
- 1935 : Sixième Édition (Front page woman) de Michael Curtiz : Curt Devlin
- 1935 : The Right to Live de William Keighley : Colin Trent
- 1935 : Sur le velours (Living on Velvet) de Frank Borzage
- 1935 : Bureau des épaves de Frank Borzage
- 1935 : The Goose and the Gander d'Alfred E. Green
- 1935 : Agent spécial (Spécial agent) de William Keighley : Bill Bradford
- 1935 : Je te dresserai (In Person) de William A. Seiter : Emory Muir
- 1936 : Snowed Under (en) de Ray Enright
- 1936 : The Case Against Mrs. Ames (en) de William A. Seiter
- 1936 : La Flèche d'or (The Golden arrow) d'Alfred E. Green : Johnny Jones
- 1936 : Sa vie secrète (en) (Give Me Your Heart) d'Archie Mayo
- 1936 : L'École des secrétaires (More Than a Secretary) d'Alfred E. Green
- 1937 : Justice des montagnes (Mountain Justice) de Michael Curtiz : l'avocat Paul Cameron
- 1937 : La Loi de la forêt (God's Country and the Woman) de William Keighley
- 1937 : The Go Getter (en) de Busby Berkeley
- 1937 : Sous-marin D-1 (Submarine D-1) de Lloyd Bacon : Lieutenant commandant Matthews
- 1938 : La Bataille de l'or (Gold Is Where You Find It) de Michael Curtiz : Jared Whitney
- 1938 : Menaces sur la ville (Racket Busters) de Lloyd Bacon : Denny Jordan
- 1938 : L'Insoumise (Jezebel) de William Wyler : Buck Cantrell
- 1938 : Secrets of an Actress (en) de William Keighley
- 1939 : Les Ailes de la flotte (Wings of the Navy) de Lloyd Bacon
- 1939 : Victoire sur la nuit (Dark Victory) d'Edmund Goulding : Dr Frederick Steele
- 1939 : La Vieille Fille (The Old maid) d'Edmund Goulding : Clem Spender
- 1939 : La Mousson (The Rains Came) de Clarence Brown : Thomas Ransome
- 1940 : Le Régiment des bagarreurs (The Fighting 69th) de William Keighley
- 1940 : La Femme aux brillants (Adventure in Diamonds) de George Fitzmaurice
- 1940 : Voyage sans retour (Til we meet again) d'Edmund Goulding : Dan Hardesty
- 1940 : L'Homme qui parlait trop (The Man Who Talked Too Much) de Vincent Sherman
- 1940 : South of Suez (en) de Lewis Seiler
- 1941 : Le Grand Mensonge (The Great lie) d'Edmund Goulding : Peter « Pete » Van Allen
- 1941 : Honeymoon for Three de Lloyd Bacon : Kenneth Bixby
- 1942 : Les Folles Héritières (The Gay Sisters) d'Irving Rapper : Charles Barclay
- 1942 : L'amour n'est pas en jeu (In this our life) de John Huston : Craig Fleming
- 1942 : La Reine de l'argent (Silver Queen) de Lloyd Bacon : James Kincaid
- 1944 : Angoisse (Experiment Perilous) de Jacques Tourneur : Huntington Bailey
- 1945 : Les Caprices de Suzanne (The Affairs of Susan), de William A. Seiter : Roger Berton
- 1946 : Le Droit d'aimer (My Reputation) de Curtis Bernhardt : major Scott Landis
- 1946 : Deux Mains, la nuit (The Spiral Staircase) de Robert Siodmak : professeur Warren
- 1946 : Le Retour à l'amour (Lover Come Back) de William A. Seiter
- 1946 : Demain viendra toujours (Tomorrow Is Forever) d'Irving Pichel : Lawrence Hamilton
- 1947 : L'assassin ne pardonne pas (en) (The Corpse Came C.O.D.) de Henry Levin : Joe Medford
- 1947 : Rendez-vous de Noël (Christmas Eve) d'Edwin L. Marin
- 1947 : Out of the Blue de Leigh Jason
- 1949 : Le Mustang noir (Red Canyon) de George Sherman : Matthew Bostel
- 1949 : Fiancée à vendre (Bride for Sale) de William D. Russell : Paul Martin
- 1952 : La Femme aux revolvers (Montana Belle) d'Allan Dwan : Tom Bradfield (film tourné en 1948)